# Tombe du Soldat inconnu (Syrie)
Pour les articles homonymes, voir Tombe du Soldat inconnu.
La Tombe du Soldat inconnu est un monument aux morts situé en Syrie à Damas. Il est construit en 1985. Il commémore les soldats syriens morts au combat.